# Генерал-капітанство Санто-Домінго
Генерал-капітанство Санто-Домінго (ісп. Capitanía General de Santo Domingo, вимовляється [kapitaˈni.a xeneˈɾal de ˈsanto ðoˈmiŋɡo] ⓘ) — перше Капітанство в Новому Світі, засноване Іспанією в 1492 році на острові Еспаньйола, створивши перше європейське місто в Америці, Санто-Домінго, а також найстаріший замок, фортецю, собор і монастир у регіоні.
Завдяки своєму стратегічному розташуванню генерал-капітанство Санто-Домінго служило штаб-квартирою для іспанських конкістадорів на шляху до материка та мала важливе значення для заснування інших європейських колоній у Західній півкулі. Колонія була місцем зустрічі європейських дослідників, солдатів і поселенців, які принесли з собою культуру, архітектуру, закони і традиції Старого Світу.
Колонія залишалася військовою фортецею Іспанської імперії більше століття, успішно протистоячи нападам англійців, голландців і французів до 17 століття. Після того, як французькі пірати захопили частину західного узбережжя, прибули поселенці з Франції, і почалися десятиліття збройного конфлікту. Іспанія нарешті поступилася західною третиною Еспаньйоли Франції за результатами Рейсвейкського миру 1697 року, заклавши таким чином основу для подальшого поділу острова на дві країни — іспаномовну Домініканську Республіку та франкомовне Гаїті. Цей період, званий Епохою Франції, тривав до 1809 року, поки острів не був знову захоплений домініканським генералом Хуаном Санчесом Раміресом під час відвоювання Санто-Домінго.
Іспанське правління тривало до 1821 року, коли Домініканська республіка на чолі з політиком і письменником Хосе Нуньєсом де Касересом проголосила свою незалежність, але проіснувала лише пару місяців, перш ніж їх окупували гаїтянські війська.
В 1844 відбулося антигаїтянське повстання, і в східній частині острова була знову проголошена Домініканська Республіка. Її першим президентом став Педро Сантана. Після проголошення незалежності в республіці розпочався тривалий період політичної та економічної нестабільності. Сантана, який втратив підтримку населення, у пошуках виходу із ситуації попросив Іспанію анексувати країну. В результаті 18 березня 1861 року іспанська корона знову відновила контроль над Санто-Домінго. Втім вже 1863 року почалося повстання проти іспанського правління під керівництвом Грегоріо Луперона, внаслідок чого іспанці були вигнані, остаточно поклавши кінець іспанському правлінню в 1865 році.